# المنتزهات الوطنية في تونس

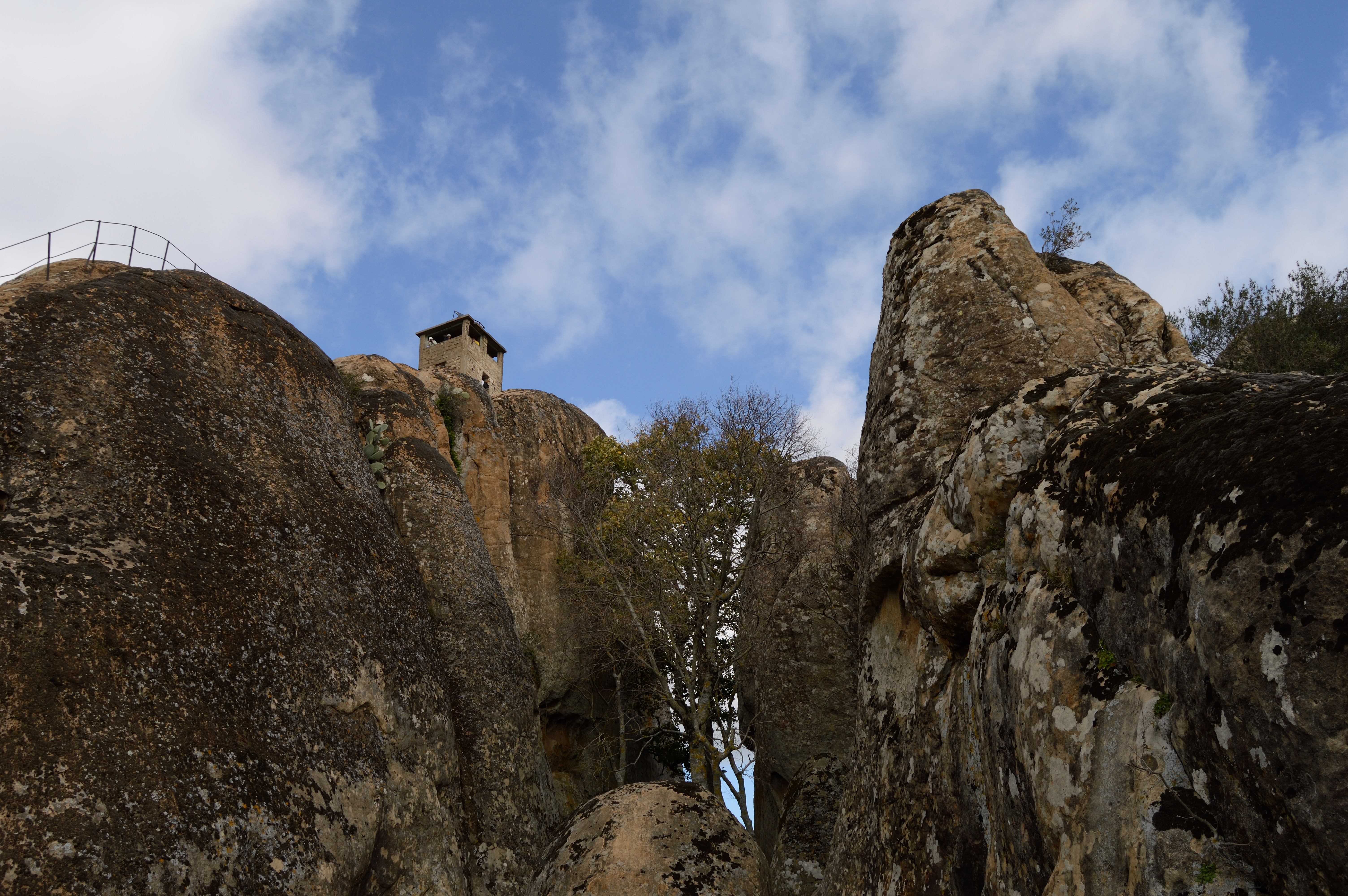
الحديقة الوطنية بالفايجة

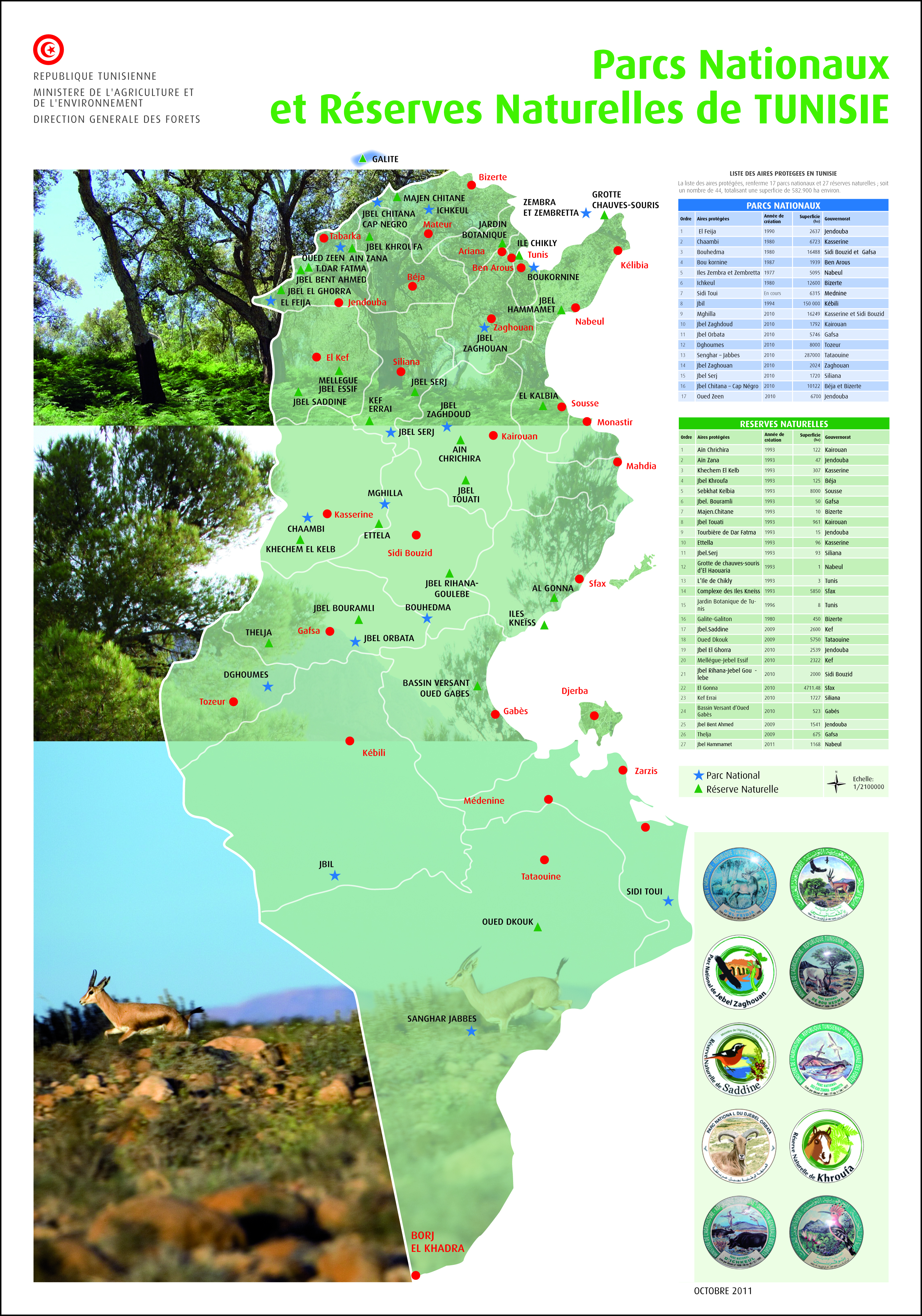
المنتزهات الوطنية والمحميات الطبيعية في تونس في 2011.

المنتزهات الوطنية في تونس يبلغ عددها 17 في 2015، كل حديقة وطنية تحددت بموقعها أو حيواناتها أو نباتاتها أو تنوعها البيولوجي أو تاريخها.

قانون الغابات الصادر في عام 1966 والمنقح في عام 1988 هو الأداة الأساسية القانونية للمحافظة على البيئة الطبيعية في تونس ولإنشاء المتنزهات الوطنية.

للوصول إلى الحدائق يجب على الشخص أن يحصل على ترخيص مسبق ويجب أن يقدم الطلب إلى المديرية العامة للغابات أو المفوضية الإقليمية المعنية بالأمر.

أشهر منتزه وطني في تونس هو محمية إشكل كما أنها من مواقع التراث العالمي من قبل اليونسكو في عام 1980.

## القائمة
| المنتزه الوطني                         | المكان                          | القمة الجبلية  | الصور |
| -------------------------------------- | ------------------------------- | -------------- | ----- |
| الحديقة الوطنية جبل بوهدمة             | ولاية قفصة وولاية سيدي بوزيد    | جبل بوهدمة     |       |
| الحديقة الوطنية ببوقرنين               | ولاية بن عروس                   | جبل بوقرنين    |       |
| الحديقة الوطنية بالشعانبي              | ولاية القصرين                   | جبل الشعانبي   |       |
| الحديقة الوطنية دغومس                  | ولاية توزر                      |                |       |
| الحديقة الوطنية بالفايجة               | ولاية جندوبة                    | جبل غرة        |       |
| الحديقة الوطنية بإشكل                  | ولاية بنزرت                     | جبل إشكل       |       |
| الحديقة الوطنية جبيل                   | ولاية قبلي                      |                |       |
| الحديقة الوطنية جبل شيطانة - كيب نيقرو | ولاية بنزرت وولاية باجة         |                |       |
| الحديقة الوطنية بجبل مغيلة             | ولاية القصرين وولاية سيدي بوزيد |                |       |
| الحديقة الوطنية جبل عرباطة             | ولاية قفصة                      | جبل عرباطة     |       |
| الحديقة الوطنية بجبل السرج             | ولاية سليانة وولاية القيروان    | جبل السرج      |       |
| الحديقة الوطنية جبل زغدود              | ولاية القيروان                  | جبل زغدود      |       |
| الحديقة الوطنية بجبل زغوان             | ولاية زغوان                     | جبل زغوان      |       |
| الحديقة الوطنية بوادي الزان            | ولاية جندوبة                    |                |       |
| الحديقة الوطنية صنغار - جباس           | ولاية تطاوين                    |                |       |
| الحديقة الوطنية بسيدي الطوي            | ولاية مدنين                     | جبل سيدي الطوي |       |
| أرخبيل زمبرة                           | ترجع إلى ولاية نابل             |                |       |

## مقالات ذات صلة
- متنزه وطني
- الحياة البرية في تونس
- مواقع رامسار في تونس
- المحميات الطبيعية في تونس

## روابط خارجية
- وزارة البيئة التونسية.